# Bureau de la présidence de la république du Mexique
 (août 2019).
Le bureau de la présidence de la république du Mexique constitue l'équipe de hauts fonctionnaires et de conseillers au service du chef de l'État mexicain pour assister ce dernier dans ses prises de décisions, le soutenir dans l'accomplissement de ses tâches et assurer le suivi des politiques publiques et leur évaluation périodique.
Mis en place en 2006, il est dirigé par le chef du bureau de la présidence jusqu'en décembre 2020, puis depuis octobre 2024.

## Histoire

### Gouvernement de Carlos Salinas
Le 6 décembre 1988, le président Carlos Salinas signe l'accord créant le bureau de coordination de la présidence de la République. Son titulaire est désigné directement par le président. Entre les obligations de ce bureau de coordination figurent alors la mission de soutenir et de conseiller le président, mais aussi celle de donner suite aux accords et aux ordres présidentiels ainsi qu'aux accords des cabinets spécialisés. Le bureau doit aussi recevoir, étudier et répondre aux sollicitations d'audience avec le président ainsi que les plaintes des particuliers ; préparer et coordonner avec l'état-major présidentiel les déplacements et événements présidentiels ; assurer la communication écrite et audiovisuelle du gouvernement fédéral et prendre en charge la correspondance du président.
Le 4 juin 1992, Carlos Salinas signe un accord modifiant le nom de cet organe en bureau de la présidence de la République. Ses attributions sont étendues, puisque ce bureau doit désormais aussi se charger de la coordination avec la direction générale de Affaires juridiques et avec la direction générale de Communication sociale de la présidence.
Sous le gouvernement de Carlos Salinas, le chef du bureau de la présidence est d'abord José Córdoba Montoya jusqu'en mars 1994, puis pour les derniers mois du sextennat, Santiago Oñate Laborde (es) jusqu'en novembre de la même année.

### Gouvernement d'Ernesto Zedillo
Lors de son arrivée à la présidence, Ernesto Zedillo nomme Luis Téllez Kuenzler au poste de chef du bureau, qu'il occupera jusqu'en 1997.
Pendant la première moitié de ce sextennat, le Bureau a eu la même organisation et le même fonctionnement établis sous le gouvernement précédent, jusqu'à ce que le président signe un accord le 22 octobre 1997, afin de supprimer cette entité.

### Gouvernement de Vicente Fox
À son arrivée à la président le 1 décembre 2000, Vicente Fox signe un accord recréant ce bureau sous le nom de bureau exécutif de la présidence de la République. Celui-ci se compose de six bureaux, de trois commissions, d'une direction générale et d'un secrétariat technique, dont tous les titulaires sont nommés directement par le président de la République.
Quelques jours plus tard, le président Fox ajoute à ce bureau un autre poste et change le secrétariat technique en secrétariat particulier du président.
Le 10 décembre 2004, Vicente Fox supprime ce bureau exécutive et réorganise les services de la présidence de la République dans des unités similaires aux précédentes mais sous les ordres directs du président.

### Gouvernement de Felipe Calderón
Le président Felipe Calderón reconstitue ce bureau en début de mandat, dont la direction est confiée au chef du bureau de la présidence.
Certaines des attributions de ce bureau reprennent celles formées sous le gouvernement de Carlos Salinas, auxquelles s'ajoutent la coordination des secrétariats techniques des cabinets spécialisés, l'élaboration des discours publics, ainsi que la gestion de son image publique.
En 2008, le secrétariat particulier et la coordination de la communication sociale sortent de ce bureau.
Les chefs de bureau sous ce gouvernement ont été Juan Camilo Mouriño de décembre 2006 à janvier 2008, Gerardo Ruiz Mateos (es) de janvier à août 2008 puis de juillet 2010 à novembre 2012, et Patricia Flores Elizondo (es) d'août 2008 à juillet 2010.

### Gouvernement d'Enrique Peña Nieto
En mars 2013, le président Peña Nieto modifie à son tour la composition du bureau.